# Expo (revista)
Expo és una revista d'ideologia antiracista de Suècia creada l'any 1995 per l'escriptor Stieg Larsson. La revista, publicada quatre vegades l'any sense ànim de lucre, es basa en continguts de periodisme d'investigació centrat en moviments i organitzacions ultranacionalistes, racistes, antidemocràtiques, antisemites i d'extrema dreta. Els responsables d'Expo no tenen relació amb organitzacions o partits polítics concrets, sinó que treballen en xarxa conjuntament amb persones i organitzacions que comparteixen els seus principis.
L'equip de treball consta diverses seccions: Expo Arkiv és un arxiu d'esdeveniments d'extrema dreta i antidemocràtics a Escandinàvia. L'arxiu està obert a investigadors, estudiants i persones que cerquin informació. Expo Research és una organització els membres de la qual recullen informació sobre organitzacions racistes, antisemites i antidemocràtiques a Suècia i Europa. La informació prové d'informants, desertors, informes públics, autoritats i investigadors independents.
Els responsables d'Expo col·laboren estretament amb Monitor a Noruega i Searchlight al Regne Unit. També intercanvien informació amb grups i revistes com Antifaschistisches Infoblatt a Alemanya, Reflexes i CRIDA a l'Estat francès, Tun Balalaika a Rússia i Nigdy Wiecej a Polònia, així com l'Institut d'Investigació i Educació sobre els Drets Humans (IREHR) i el Centre for New. Community (CNC) als Estats Units d'Amèrica.
Expo es va fer coneguda a Suècia el juny de 1996 després d'una sèrie d'amenaces i atacs dirigits contra les empreses que imprimien i venien la revista i les organitzacions que li donaven suport. La consina Inget stöd till kommunist-Expo («No hi ha suport per a l'Expo comunista») van ser pintada a la seu del Partit Moderat. En resposta, els diaris Aftonbladet i Expressen van imprimir i distribuir el número de juny de 1996 com a suplement gratuït, amb una tirada de 800.000 exemplars.
Les dificultats financeres del 1998 van obligar els responsables d'Expo a deixar de publicar la revista i substituir-la per un butlletí. El 1999, Expo va recomençar com a part de la revista Svartvitt. Quan Svartvitt va tancar el 2003, Expo va tornar a publicar-se com a revista independent.
El diumenge 4 de maig de 2016, el fotògraf d'Expo David Lagerlöf va publicar una imatge de l'activista Tess Asplund, de 42 anys, amb el puny alçat contra una manifestació del Moviment de Resistència Nòrdic a la localitat de Borlänge, al centre de Suècia. La fotografia es va fer viral i es va reeditar àmpliament a la premsa internacional, i és considerada com una icona de la història moderna de Suècia.